# King Kong: Władca Atlantydy
King Kong: Władca Atlantydy (ang. Kong: King of Atlantis, 2005) – amerykański film animowany z legendarną małpą King Kongiem w roli głównej.

## Obsada
- Daphne Goldrick – Dr Lorna Jenkins
- Saffron Henderson – Lua
- David Kaye – Profesor Ramon De La Porta
- Scott McNeil – Eric ’Tan’ Tannenbaum IV
- Kirby Morrow – Jason Jenkins

i inni

## Wersja polska
Wersja polska: na zlecenie WARNER BROS. POLAND – Master Film

Dialogi i reżyseria: Dariusz Dunowski

Dźwięk: Renata Gontarz

Montaż: Michał Przybył

Kierownictwo produkcji: Romuald Cieślak

Wystąpili:
- Izabella Bukowska – Lua
- Leszek Zduń – Jason
- Arkadiusz Jakubik – Tan
- Wojciech Paszkowski – Sykofis
- Beata Kawka – Reptilla
- Anna Apostolakis – Zila

oraz
- Andrzej Blumenfeld
- Janusz Wituch
- Zbigniew Konopka
- Beata Łuczak
- Brygida Turowska
- Cezary Nowak
- Jan Kulczycki
- Wojciech Szymański
- Dariusz Błażejewski